# Ain't Got No Cadillac
Ain't got no Cadillac är musikern/kompositören Eddie Meduza sjunde studioalbum. 
Detta är det första albumet med endast engelska låtar.
Alla låtar är skrivna av Eddie Meduza där inget annat anges.

## Låtlista,LP-versionen

### Sida A
1. Ain't got no cadillac
2. Get out of town
3. Come autumn rain
4. Gimme love
5. Young girls and cadillac cars
6. Red haired Lisa

### Sida B
1. No cruising in my car no more
2. There's nobody who wants my loving now
3. Oh, pretty Maye
4. Love you little girl
5. You're slowly slipping away from me
6. Wanna know if you

## Låtlista,CD-versionen
1. Ain't got no cadillac
2. Get out of town
3. Come autumn rain
4. Gimme love
5. Young girls and cadillac cars
6. Red haired Lisa
7. No cruising in my car no more
8. There's nobody who wants my loving now
9. Oh, pretty Maye
10. Love you little girl
11. You're slowly slipping away from me
12. Wanna know if you
13. Timber
14. Gubbarnas heavy rock and roll
15. The Wanderer (Text och musik: Ernie Maresca)
16. It's all over now (Text och musik: Bobby Womack och Shirley Womack)

## Medverkande musiker
- Alla instrument och vokalistinsatser: Eddie Meduza.
- På "Wanna know if you" medverkar Janne & Anders från Lester C. Garreth" enligt konvoluten till CD-versionen av albumet.